# Comté de Madison (Nebraska)
Pour les articles homonymes, voir Comté de Madison.
Le comté de Madison est un comté de l'État du Nebraska, aux États-Unis. Son siège est la ville de Madison.